# Juan Pablo Villegas
Juan Pablo Villegas Cardona (Pácora, 15 oktober 1987) is een Colombiaans wielrenner die anno 2018 rijdt voor Manzana Postobón Team.

## Overwinningen
2009
 Pan-Amerikaans kampioen op de weg, Beloften
 Pan-Amerikaans kampioenschap op de weg, elite
2012
6e en 9e etappe Ronde van Venezuela
2014
1e, 4e en 5e etappe Ronde van Mexico
Eindklassement Ronde van Mexico
2017
12e etappe Ronde van Colombia

## Ploegen
- 2011 –  Colombia es Pasión-Café de Colombia
- 2013 –  472-Colombia
- 2014 –  4-72-Colombia
- 2015 –  Team SmartStop (tot 30-6)
- 2016 –  Manzana Postobón Team
- 2017 –  Manzana Postobón Team
- 2018 –  Manzana Postobón Team

Aguirre · Betancur · Bohórquez · Goikoetxea · Higuita · Molano · Muñoz · Osorio · Paredes · Parra · Restrepo · Reyes · Sierra · Suaza · Suesca · Villegas
Aguirre · Amador · Bohórquez · Bol · García · Higuita · Molano · Orjuela · Osorio · Paredes · Piedra · Reyes · Sierra · Suaza · Vilela · Villegas · Chía (stagiair) · Rivera (stagiair) · Ruiz (stagiair)
Aguirre · Amador · Bohórquez · Bol · Duarte · García · Higuita · Molano · Orjuela · Osorio · Paredes · Parra · Reyes · Sierra · Suaza · Vilela · Villegas